# Heiko Meier
Heiko Meier (* 6. November 1961; † 25. März 2025) war ein deutscher Fußballspieler.

## Werdegang
Der als Libero spielende Heiko Meier begann seine Profikarriere im Jahre 1979 bei Arminia Bielefeld. Er feierte sein Profidebüt am 9. Mai 1980 bei der Zweitligapartie der Arminia beim OSV Hannover. Am Saisonende stieg Meier mit der Arminia in die Bundesliga auf. Vier Jahre lang gehörte Meier noch dem Kader an, kam aber nur sporadisch zum Einsatz. Nach zehn Bundesligaspielen ohne Torerfolg wechselte Meier zum Zweitligisten Hertha BSC aus Berlin. Mit den Berlinern stieg er 1986 aus der 2. Bundesliga ab und wurde in der folgenden Spielzeit Meister der Oberliga Berlin. Hertha scheiterte aber in der folgenden Aufstiegsrunde zur 2. Bundesliga am BVL 08 Remscheid und den SV Meppen.
Heiko Meier kehrte daraufhin nach Ostwestfalen zurück und schloss sich dem Oberligisten FC Gütersloh an, für den er zwei Jahre spielte. Daraufhin kehrte Meier im Sommer 1989 zu Arminia Bielefeld zurück und wurde mit der Mannschaft prompt Meister der Oberliga Westfalen. Die Arminia scheiterte allerdings in der Aufstiegsrunde zur 2. Bundesliga am VfB Oldenburg und dem TSV Havelse. 1991 wechselte Meier noch zum SC Verl, für den er bis 1998 spielte. Nach seiner Profikarriere war er Trainer beim Bielefelder Amateurverein VfL Schildesche, später auch Vorstandsmitglied des Vereins.